# Alfred Wyrsch

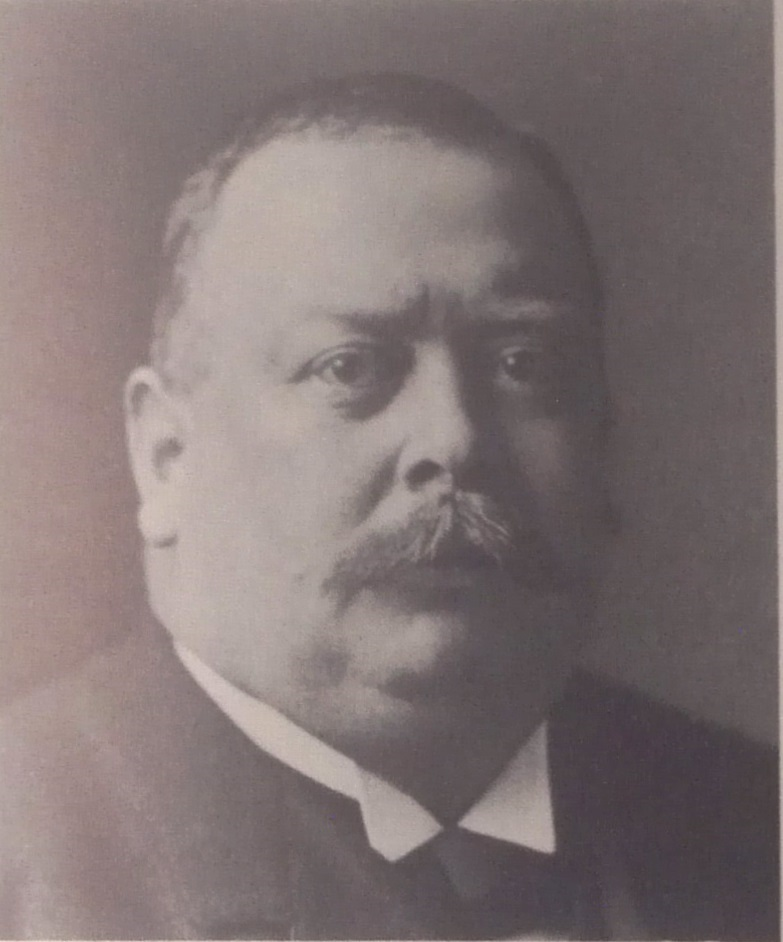
Alfred Wyrsch um 1920

Alfred Wyrsch (* 28. Mai 1872 in Wettingen; † 9. Juli 1924 ebenda) war Jurist, Gemeinderat und Nationalrat für die Katholisch-Konservative/Schweizerische Konservative Volkspartei.

## Familie
Die Wurzeln der Familie Wyrsch, die sich bis zur Generation Alfred Wyrschs Würsch schrieb, liegen im Kanton Nidwalden, vor allem in der Region Emmetten, Buochs und Beckenried, wo ein Klaus Würsch (1366–1386) zu den frühesten nachweisbaren Vorfahren zählen dürfte. Er gehörte bereits zur politischen Führung Unterwaldens, im 15. Jahrhundert finden sich Familienmitglieder, die unter anderem als Richter, Hauptmann, Landammann, Vogt, Säckelmeister, Landschreiber arbeiten. Die Frau des Landeshauptmanns Hans Würsch wurde 1630 als Hexe verbrannt.
Im 17. Jahrhundert wanderte ein Teil der Familie nach Birmenstorf, einige noch weiter nach Killwangen; in beiden Orten ist der Name auch heute noch nachweisbar. Alfreds Vater Bernhard Würsch (1825–1898) war Grossrat, der Agatha Kaufmann aus Zufikon heiratete. Er bewirtschaftete das ehemalige Klostergut des Klosters Wettingen und erwarb zusätzlich grosszügige Ländereien, die bis nach Dietikon reichten. Dieser Ehe entstammten die Kinder Bernhard (1862), Maria Agatha (1864) und Alfred. Die Kontakte zur Herkunft in Killwangen wurden vernachlässigt, vielleicht auch geleugnet, warum sonst wäre die Namensumbenennung von Würsch in Wyrsch zu dieser Zeit sinnvoll gewesen.
Die Schreibweise «Wyrsch» wurde allgemein als etwas nobler angesehen und der Linie der Buochser Würsch zugeschrieben. Durch das Gutachten über die Schreibweise der Nidwaldner Familiennamen des Historikers Robert Durrer verlangten die Gemeinden Nidwaldens in den 1960er Jahren, dass Familien, welche von der Linie der Emmetter Würsch stammten, fortan sich mit «Würsch» zu schreiben hatten.

## Ausbildung

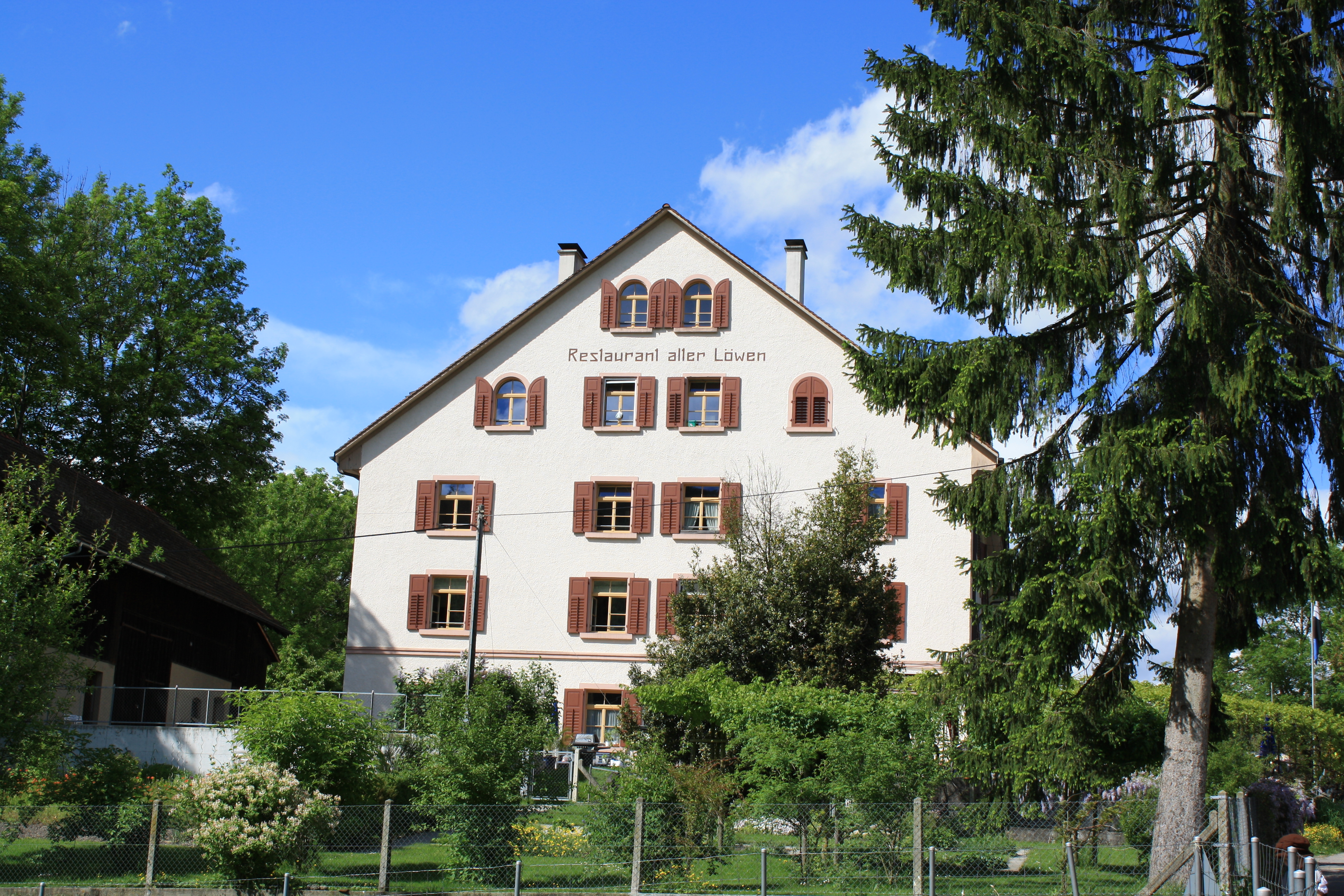
Gaststätte „Alter Löwe“

Alfred Wyrschs Ausbildung begann an der Bezirksschule Baden 1887, von der er zur Kantonsschule Aarau wechselte und 1891 mit der Matura abschloss. Gleich anschliessend schrieb er sich in Heidelberg im Fach Jura ein. Es folgten Studienaufenthalte in München und Bern; 1895 schloss er mit einer Dr. iur. in Heidelberg ab. Sein Advokaturpraktikum absolvierte er noch im gleichen Jahr in Aarau. Jetzt war er imstande, selbst eine Familie zu gründen und ehelichte Maria Ida Kuhn, mit der er die Tochter Pia (* 1898) hatte. Sie heiratete später den Badener Politiker und Vizeammann Josef Suter-Wyrsch (1890–1975). Er bewohnte das vom Vater an der Stelle des ehemaligen Klosterguts errichtete sogenannte Wyrsch-Haus an der Klosterstrasse, besser bekannt als Gasthaus zum Alten Löwen gegenüber der Klosterkirche Wettingen. Heute gehört das Gebäude dem Kanton Aargau und beherbergt zusammen mit der neu errichteten Klosterscheune Teile des Klosterseminars.

## Politische Stationen
Wyrsch liess sich mit seiner Kanzlei im Haus des Ratskellers in Baden AG nieder und wurde bereits 1895 für zwei Jahre als Gemeinderat und Vizeammann in Wettingen gewählt. Bei einer Präferenz zwischen seiner beruflichen und politischen Karriere war er unentschieden, doch ohne den finanziellen Rückhalt seiner Tätigkeit als Jurist hätte er seiner Leidenschaft, der politischen Betätigung, nicht nachgehen können. In einigen Jahren soll Wyrsch an 40 Sonntagen politische Reden und Vorträge gehalten haben, manchmal sogar mehrere an einem Tag. Bollinger beschreibt ihn als «dynamische Kampfnatur», die es verstand, andere zu begeistern, auch, wenn die eigene Gesundheit dabei zu Schaden kam. Er selbst hat sich nie geschont und dürfte auch deshalb bereits mit 52 Lebensjahren verstorben sein. Bereits von Krankheit gezeichnet, ist aus einer Versammlung an die Jugend der Aufruf erhalten geblieben: 

„Marschlied und Marschtempo sind bei euch Jungen verschieden. Aber das Endziel ist das gleiche. Ihm streben wir alle mit vereinter Macht zu. Was verschlägt's, wenn der Feuerstrom jugendlicher Begeisterung gelegentlich überbordet? Was schadet’s, wenn ob dem kecken Tatendrang der Jugend irgendwo ein alter Zopf wackelt? Nur vorwärts, meine jungen Freunde, nicht rosten und nicht rasten! ‚Und setzt ihr nicht das Leben ein, nie wird euch das Leben gewonnen sein!‘“

 Bei seiner Beisetzung waren sowohl Abordnungen der Bundesversammlung als auch des Aargauischen Regierungsrates. Trauerredner war Georg Baumberger. 